# Elzéar Abeille de Perrin

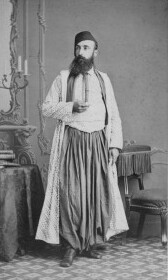
Abeille de Perrin, em trajes argelinos

Elzéar Emmanuel Arène Abeille de Perrin (3 de janeiro de 1843, Marselha – 9 de outubro de 1910, Marselha) foi um entomólogo francês.
Abeille de Perrin foi um advogado em Marselha. Deu parte do seu tempo livre à entomologia e foi membro da Société entomologique de France durante vinte anos. Teve especial interesse em espécies cavernícolas de insetos dos Pirenéus. As suas obras mais conhecidas são Monographie des malachites (1869), Études sur les coléoptères cavernicoles, suivies de la description de 27 coléoptères nouveaux français (1872), Notes sur les leptodirites
(1878) e Synopsis critique et synonymique des chrysides de France (1878). 
A sua colecção de coleópteros, himenópteros, dípteros e ortópteros paleárticos estão conservados no Muséum national d'histoire naturelle, em Paris.